# Campo petrolífero

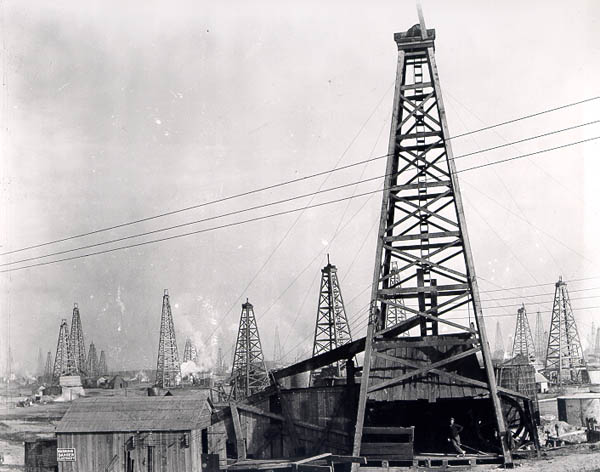
Torres de perforación en un campo petrolífero en Burkburnett, Texas.

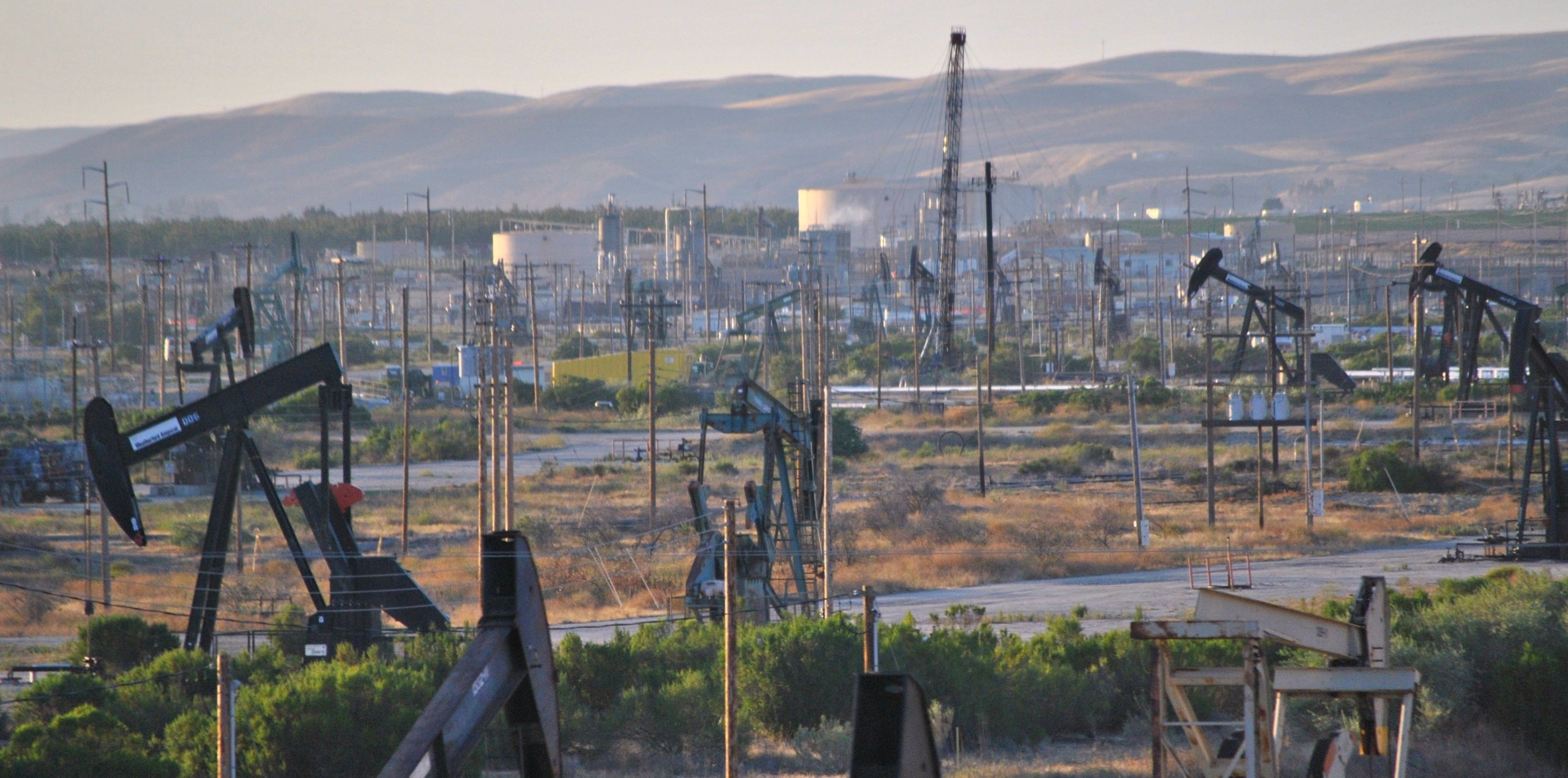
Campo de petróleo en California

Un campo petrolífero o petrolero es una zona con abundancia de pozos de los que se extraen hidrocarburos del subsuelo. Debido a que las formaciones subterráneas que contienen petróleo (yacimientos petrolíferos) pueden extenderse sobre grandes zonas, a veces de varios cientos de km², una explotación completa conlleva varios pozos o plataformas diseminados por toda un área. Además, puede haber pozos exploratorios que investigan los límites, tuberías para transportar el petróleo a cualquier lugar y locales de apoyo.

## Proximidad
A menudo se pueden ver pozos ubicados muy próximos entre sí (apenas unos cuantos metros). En este caso se trata de pozos perforados a distintas profundidades, debido a la disposición de los yacimientos en capas o cubetas paralelas entre sí y separadas por estratos impermeables.

## Explotación
Ya que un campo petrolífero puede estar bastante alejado de la civilización, establecerlo puede ser un ejercicio la mayoría de las veces extremadamente complicado, por lo que respecta a su logística. Por ejemplo, los trabajadores tienen que realizar su labor allí durante meses o años, y requieren hospedaje. Asimismo, el hospedaje y el equipamiento requiere electricidad y agua. Las tuberías en las zonas frías pueden necesitar ser calentadas. Un exceso de gas natural hace necesario quemarlo si no hay forma de hacer uso del mismo, lo que requiere un horno, almacenes, y tuberías para transportarlo del pozo al horno.
Así, el típico campo petrolífero parece una pequeña ciudad autosuficiente en medio de un paisaje punteado con  torres de perforación (oil rigs) o los gatos de las bombas, conocidos como  "burros cabeceros" (nodding donkeys), debido a su brazo en movimiento, que también se conocen como balancines en algunos países. Varias empresas, como  Bechtel y Halliburton, tienen organizaciones que se especializan en la construcción a gran escala de la  infraestructura requerida para operar un campo de forma rentable. En muchos casos, las torres de perforación se desmontan para utilizar sus piezas en una perforación nueva. En otros, como sucede en el Lago de Maracaibo, se dejan en el lugar, no solo por el mayor costo de su reutilización, sino porque siguen sirviendo para hacer algunos trabajos de mantenimiento.
Existen más de 40.000 campos petrolíferos extendidos a lo largo del globo, tanto en tierra como mar adentro. El mayor es el Campo Ghawar en Arabia Saudita y el Campo Burgan en Kuwait, con más de  60 mil millones de barriles estimados en cada uno. La mayoría de los pozos petrolíferos son mucho menores. En la Edad Moderna, la localización y las reservas conocidas de campos de petróleo son un factor clave en muchos conflictos geopolíticos.